# القيادة العليا (فلم 1948)
القيادة العليا (بالإنجليزية: Command Decision) فيلم دراما حربي أمريكي تم انتاجه عام 1948. من إخراج سام وود وبطولة كلارك غيبل، والتر بيدجون.

## روابط خارجية
- مقالات تستعمل روابط فنية بلا صلة مع ويكي بيانات